# Вікторівка (Хомутовський район)
Вікторівка (рос. Викторовка) — присілок в Хомутовському районі Курської області Російської Федерації.
Населення становить 26 осіб. Входить до складу муніципального утворення Сковородневська сільрада.

## Історія
Населений пункт розташований на території українського етнічного та культурного краю Східна Слобожанщина.
Від 2004 року входить до складу муніципального утворення Сковородневська сільрада.

## Населення
| 2002 | 2010 | 2015 |
| ---- | ---- | ---- |
| 45   | ↘25  | ↗26  |